# Океґава

36°0′10″ пн. ш. 139°33′30″ сх. д. / 36.00278° пн. ш. 139.55833° сх. д.
Океґа́ва (яп. 桶川市, おけがわし, МФА: [okegawa ɕi̥]) — місто в Японії, в префектурі Сайтама.

## Короткі відомості
Розташоване в центральній частині префектури. Виникло на основі середньовічного постоялого поселення Середгірського шляху. Основою економіки є сільське господарство, скотарство, машинобудування, металургія. Традиційний промисел — вирощування сафлору. Станом на 1 жовтня 2008 площа міста становила 25,26 км². Станом на 1 січня 2009 населення міста становило 74 727 осіб.